# Mammy Due Scarpe
Mammy Due Scarpe è un personaggio della saga di Tom & Jerry. È una corpulenta donna afroamericana di cui non viene mai mostrato il volto, eccetto che in pochi istanti nel cortometraggio Il gatto del sabato sera.

## Caratterizzazione del personaggio
È la casalinga e padrona della casa in cui Tom e Jerry risiedono. Fissata con l’ordine e la pulizia, sgrida sempre aspramente Tom perché, ogni volta che litiga col topo, rompe qualcosa e utilizza la casa come se fosse un campo di battaglia minacciando spesso di sbatterlo fuori.
Mammy Due Scarpe apparve in molti cortometraggi animati fino a Il gatto meccanico del 1952. Nei successivi cartoni fu invece sostituita da una coppia bianca della classe media, George e Joan, e praticamente tutti i personaggi umani iniziarono a essere mostrati per intero con le facce visibili. 

### Controversie
Il personaggio è stato negli anni censurato in alcuni paesi in quanto considerato uno stereotipo razziale e offensivo nei confronti degli afroamericani. Nell’episodio Il gatto del sabato sera venne addirittura sostituito negli anni sessanta con una giovane donna bianca che va a ballare col fidanzato. In Tom & Jerry Tales viene invece sostituita da una donna bianca chiamata Signora Due Scarpe, anche lei mai inquadrata in volto e con molti tratti caratteriali simili ai suoi.

## Apparizioni
- Casa dolce casa (1940)
- Lo spuntino di mezzanotte (1941)
- Tom e il fantasma (1942; cameo)
- Cane uguale guai (1942; cameo)
- Colpo di fulmine (1942; cameo)
- Un topo solitario (1943)
- Cena per due (1945; cameo)
- Amico a ore (1947)
- Un topo in casa (1947)
- Gatto vecchio, vita nuova (1948)
- Il collaboratore domestico (1948)
- Il gatto con le bollicine (1949)
- Piccolo orfano (1949; cameo)
- Il gatto del sabato sera (1950)
- Il gatto incastrato (1950; cameo)
- Gatto casanova (1951; cameo)
- Tom dormiglione (1951)
- Gatto tutto matto (1951)
- Tre piccole pesti (1952)
- Il gatto meccanico (1952)